# DJ 재지 제프
DJ 재지 제프(DJ Jazzy Jeff, 1965년 11월 22일 ~ )는 미국의 음악 프로듀서이다. 윌 스미스와 함께 DJ 재지 제프 & 더 프레시 프린스를 활동한 것으로 잘 알려져 있다.